# Afrikaanse Honk- en Softbalassociatie
De Afrikaanse Honkbal & Softbal Associatie (Engels: African Baseball & Softball Association, afk. ABSA) afgekort AHSA, is de overkoepelende organisatie voor alle Afrikaanse honkballanden bij de wereldbond IBAF. De organistatie telt vierentwintig aangesloten bonden. Het hoofdkantoor staat in de Nigeriaanse stad Minna.
Het Zuid-Afrikaans honkbalteam is het hoogst geplaatste team van de AHSA op de IBAF-wereldranglijst.